# フランメルスバッハ
フランメルスバッハまたはフランマースバッハ (ドイツ語:  Frammersbach) は、ドイツ連邦共和国バイエルン州ウンターフランケン行政管区のマイン＝シュペッサルト郡に属す市場町である。

## 地理

### 位置
フランメルスバッハは州指定の保養地で、ヴュルツブルクとアシャッフェンブルクとの間、シュペッサルト自然公園内に位置している。首邑はラウベルスバッハ川がロール川に注ぐ合流点に位置している。地理的に分離された小地区ハービヒスタールはそこから約 5 km 西、短いミュールバッハ川の横谷に位置する。ミュールバッハ川はアウバッハ川に注ぐ。アウバッハ川は町境の麓でロール川に合流する。海抜 460 m のこの町の最高地点はハービヒスタールの西、ザントコプフの東斜面に位置する。海抜 199 m の最低地点はロール川沿いである。

### 自治体の構成
フランメルスバッハは、以下の2つのオルツタイル（行政上の地区）からなる。ゲマルクング（不動産における地区区分）は1つである。
- フランメルスバッハ
- ハービヒスタール

かつての集落ヘルベルツハイン、ホーフライト（HofreithともHofraithとも表記される）、シュヴァルテルは現在フランメルスバッハと一体化している。

### 隣接する市町村
| ヴィーゼン （アシャッフェンブルク郡） フランメルスバッハー・フォルスト* | フレールスバッハタール （マイン＝キンツィヒ郡） | ハウライン*                       |
| ハービヒスターラー・フォルスト*                                         |                                                 | フランメルスバッハー・フォルスト* |
| ヴィースタール                                                          | パルテンシュタイナー・フォルスト*               | パルテンシュタイン                |

- 地名の後に「*」があるのは市町村に属さない地区を示す。
- 郡名が明記されていない市町村、地区はいずれもマイン＝シュペッサルト郡に属す。

### 山
この町の近くには北西から北東に向かってヴェラースベルク、ヘルマンスコッペ、ロールベルク、アイヒェンベルクの山が連なっている。いずれも森に覆われ、高さは海抜 479 m から 567 m である。
町の北西にはほとんど森のないホイベルク（海抜 365 m）という名の山がある。ここからロール川の支流であるラウベルスバッハ川が湧出しており、短い滑走路の小さな飛行場がある。

### 地域計画
地域改造計画 "Bund-Länder-Förderungsprogramm III – Stadtumbau West" により、住民も参加して町の中心部の再開発が行われた。2003年に町のモデルの制作が始まり、2011年第1四半期に可決した。
市場町フランメルスバッハは、大きな商業地であり、南に位置するパルテンシュタインや、北に位置するヘッセン州のフレールスバッハタールやヨスグルントに対して地域を超えた物資の供給機能を担っている。下級中心となっている市場町フランメルスバッハの市場範囲内には約18万5千人が住んでいる。フランメルスバッハは、パルテンシュタイン − フランメルスバッハ - ヴィーゼン - アシャッフェンブルクという地域の発展軸上に位置している。

## 地名

### 語源
町名は、町の西側を流れ、中心部でロール川に合流する、現在ラウベルスバッハ川と呼ばれている川に由来する。

### 古い表記
この町は、様々な古地図や史料に以下のような表記で記されている。
| - 1250年 „Vremerbach“ - 1293年 „Vroymersbach“ - 1339年 „Fromersbach“ | - 1356年 „Frammerspach“ - 1656年 „Frammersbach“ - 1819年 „Frammersbach“, „gemeinhin Flammersbach“ |

## 歴史

### 自治体形成まで
石器時代、青銅器時代、氷期からそれぞれ遺物が発掘されている。この村はおそらく6世紀から7世紀のフランク王国による領土獲得の時代から体系的に入植が行われていたと考えられる。この村は1314年に初めて文献に記録された。フランメルスバッハは、1416年までロールハウプテン教区に属していたが、1553年から1605年までは福音主義が信仰された。町立文書館に保管されている「ゼクザーブーフ」には、中世から近世への転換期にあたる1572年から1764年までの村の歴史が記されている。ヨハン・フィリップ・フォン・シェーンボルンは1665年にフランメルスバッハに、年に2回の家畜市開催権を授けた。しかしこれは市場町への「昇格」を伴うものではなかった。市場町としての特徴は、村の大きさに起因して19世紀になるまで現れなかった。
フランメルスバッハは、経済史上「運送業者の村」として重要性である。たとえば、1430年には既にフランメルスバッハの運送業者がアントウェルペンの文書に記述されている。彼らは後にアントウェルペンに荷車を止めて宿泊することができた。特に16世紀から17世紀前半には、アントウェルペン - ライプツィヒおよびフランクフルト - ニュルンベルクといった主要区間を、独占ではなかったが頻繁に往来し、より長い区間も輸送した。荷物は主にスパイス、貴金属、布地やガラスであった。この村を苦しめた三十年戦争以前には、人口はすでに約1,400人に達していた。19世紀半ばの機械輸送や鉄道の普及により、フランメルスバッハの運送業ツンフトは終了した。
1784年にフランメルスバッハは、ヴィーゼン、ルッペルツヒュッテン、パルテンシュタインとともに、マインツ選帝侯領のアムツフォクタイ・フランメルスバッハに属していた。帝国代表者会議主要決議によりフランメルスバッハは1803年に新設されたアシャッフェンブルク侯国に編入された。フランクフルト大公国時代にフランメルスバッハは、アシャッフェンブルク県のディストリクトメリー・フランメルスバッハの首邑となった。メリー（町長）はヤーコプ・ヴァイスであった。パリ条約によりフランメルスバッハはバイエルン領となり、ラントゲリヒト・フランメルスバッハの中心地となった。バイエルンの行政改革に伴う1818年の自治体令により、アイゼンハンマー、エルミューレ、ホッケンルーエ、レンガ工場、フランメルスバッハの集落から自治体フランメルスバッハが形成された。1819年のフランメルスバッハには425戸があり、1200人が住んでいた。現在のフランメルスバッハは当時4つに分かれていた。シュヴァンダー地区（またはシュヴァルトルとも呼ばれる）、ホーフロイター地区（またはホーフライト）、フランメルスバッハー地区（聖バルトロメウス教区教会があるフランメルスバッハ中核地区）、ヘルベルツハイン地区である。

### 行政史
1823年にラントゲリヒト・フランメルスバッハは廃止され、フランメルスバッハはラントゲリヒト・ロールに移管された。1862年にこのラントゲリヒトからベツィルクスアムト・ロール・アム・マインが創設された。1939年、ドイツ国全土で「ラントクライス」（郡）の名称が用いられることとなった。フランメルスバッハは、ロール・アム・マイン郡の26市町村の1つとなった。ロール・アム・マイン郡の廃止によりフランメルスバッハは、1972年7月1日に新設されたミッテルマイン郡に編入された。10か月後この郡は現在のマイン＝シュペッサルト郡と改名された。

### 20世紀
20世紀には、町の仕立屋で第二次世界大戦後に衣類工場となったアルフォンス・ミュラー＝ヴィッペルトフュルトがフランメルスバッハにとって経済的に重要な会社となった。

### 町村合併
1975年1月1日にハービヒスタールが合併した。

## 住民

### 人口推移
1988年から2018年までの間にこの町の人口は、4,815人から4,532人にまで減少した。減少人数は283人、減少率は 5.9 % であった。

### 方言
フランメルスバッハ方言は、おそらく中世から19世紀にニュルンベルクからアントウェルペンまでを行き来した運送業者によってもたらされた。多くの外国語が用いられることもフランメルスバッハのこの伝統によるものである。

## 行政

### 首長
2017年1月23日からクリスティアン・ホルツェマー (SPD) が町長を務めている。

### 議会
フランメルスバッハの町議会は16議席からなる。

### 紋章
左右二分割。向かって左は、白地にハンス・ヴァイゲルの木版画をモデルにした緑色の有名な運送業者。向かって右は、ローン伯の紋章に由来する赤地にマインツの輪とリーネックの横帯。

### 姉妹自治体
フランメルスバッハは以下の町と姉妹自治体関係にある
- オルベック（フランス、カルヴァドス県）1988年
- Mecseknádasd（ハンガリー、バラニャ県）

Mecseknádasd には、移住したフランメルスバッハの人々の子孫が暮らしており、フランメルスバッハの方言に似た方言を話している。
この他にチェコのヤーヒモフと援助・協力関係を結んでいる。この関係は、追放された後フランメルスバッハに移り住んだかつてのザンクト・ヨアヒムスタール/デュルンベルク（ヤーヒモフのドイツ名）の住民たちによって、1977年5月14日に始められた。これらどちらの地区にも、周縁部にしか定住が許されていない保護森が存在する。また、どちらの自治体にも古い交易路「エーゼルスヴェーク」が通っており、多くの運送業者が住んだ村落がそれぞれに存在する: シュペッサルト山地のフランメルスバッハとエルツ山地のライシュドルフである。

## 経済と社会資本

### 交通

#### 道路
フランメルスバッハを南北に連邦道 B276号線が通っており、東西に走る州道 L2305線はこの町を終端としている。アクセスの便が良い連邦アウトバーンには以下のものがある。
- 連邦アウトバーン A3号線: フランクフルト方面はヘスバッハ・インターチェンジ (32 km)、ニュルンベルク方面はロッテンドルフ・インターチェンジ (64 km)
- 連邦アウトバーン A7号線: カッセル方面はハンメルブルク（ドイツ語版、英語版）・インターチェンジ (48 km)、ウルム方面はビーベルリート（ドイツ語版、英語版）・インターチェンジ (68 km)
- 連邦アウトバーン A66号線: フランクフルト方面はゲルンハウゼン・インターチェンジ (30 km)、フルダ方面はバート・オルプ・インターチェンジ (28 km)

#### バスと鉄道
この町は、平日は以下のバス路線で結ばれている。
- ロール - パルテンシュタイン - フランメルスバッハ（652号線）
- フランメルスバッハ - ハービヒスタール - ヴィースタール
- フランメルスバッハ - フレールスバッハタール - ヨスグルント - バート・オルプ

フランメルスバッハはパルテンシュタイン駅 (5 km) 経由でマイン＝シュペッサルト鉄道に接続する。
貨物鉄道交通は、ロール・アム・マイン駅 (13 km) を経由する。

#### 航空
最寄りの国際空港であるフランクフルト国際空港は約 80 km 離れており、連邦アウトバーン A3号線および A66号線で行くことができる。ニュルンベルク空港とは約 160 km 離れている。
アルフォンス・ミュラー＝ヴィッペルトフュルトによってホイベルクに設けられたスポーツ飛行場は、現在模型飛行機だけが利用している。
近郊にパラグライダーの離陸台がある。

### 教育

#### 学校
- 基礎課程学校およびミッテルシューレ・フランメルスバッハ: 2018/19年の児童・生徒数は2校合わせて223人である[15]。
- 市民大学[16]

#### 幼稚園
- 聖ヨーゼフ幼稚園
- 聖エリーザベト幼稚園

#### 学習路
- 湿原体験路[17]
- シュペッサルト考古学プロジェクトの3つの文化遊歩道[18]
- 森の体験路
- 森の学習路
- 森の芸術（リンダーバッハ駐車場からバイエルン・シャンツまでの間）[19]

## 文化と見所

### 教会と主な礼拝施設

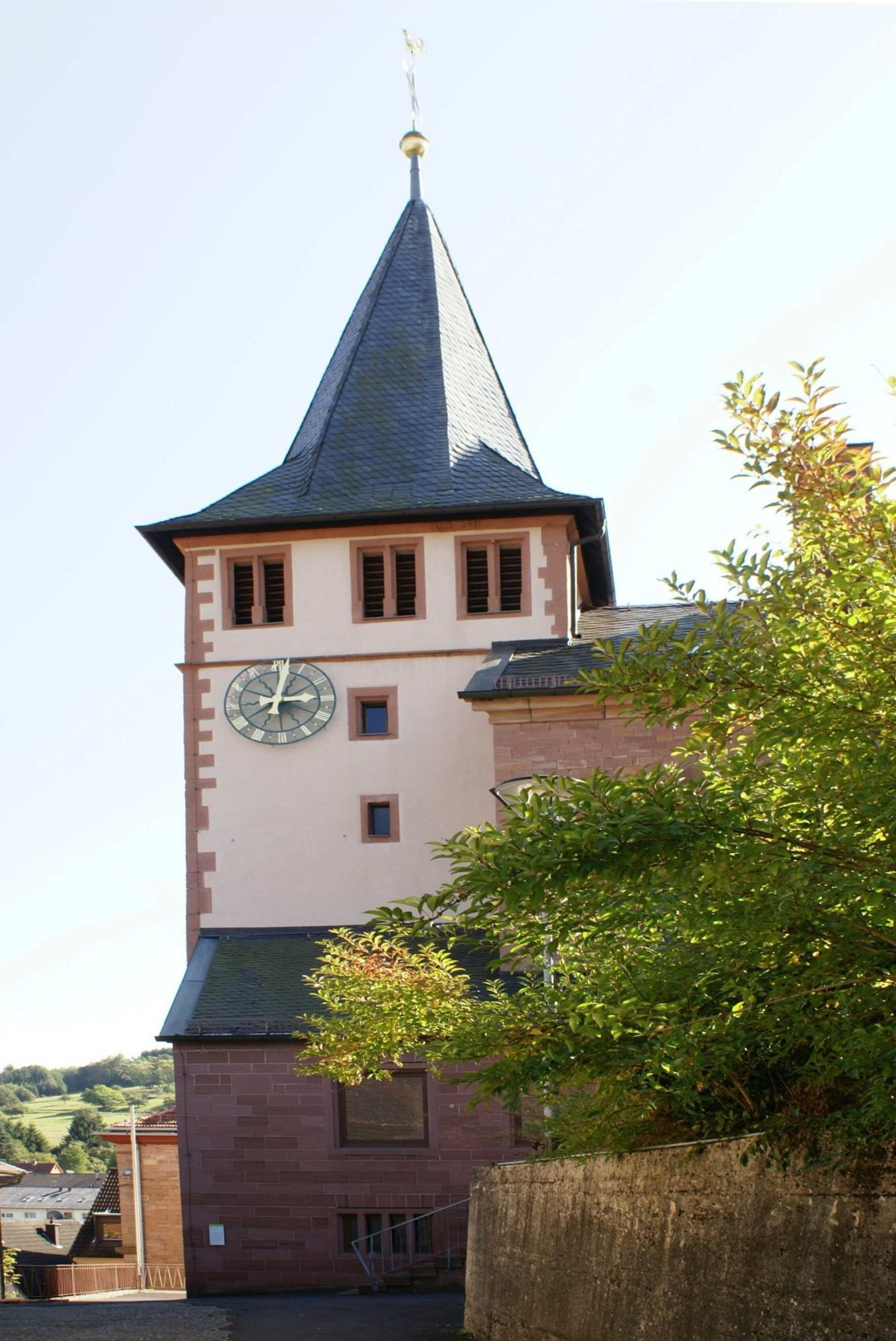
聖バルトロメウス教区教会
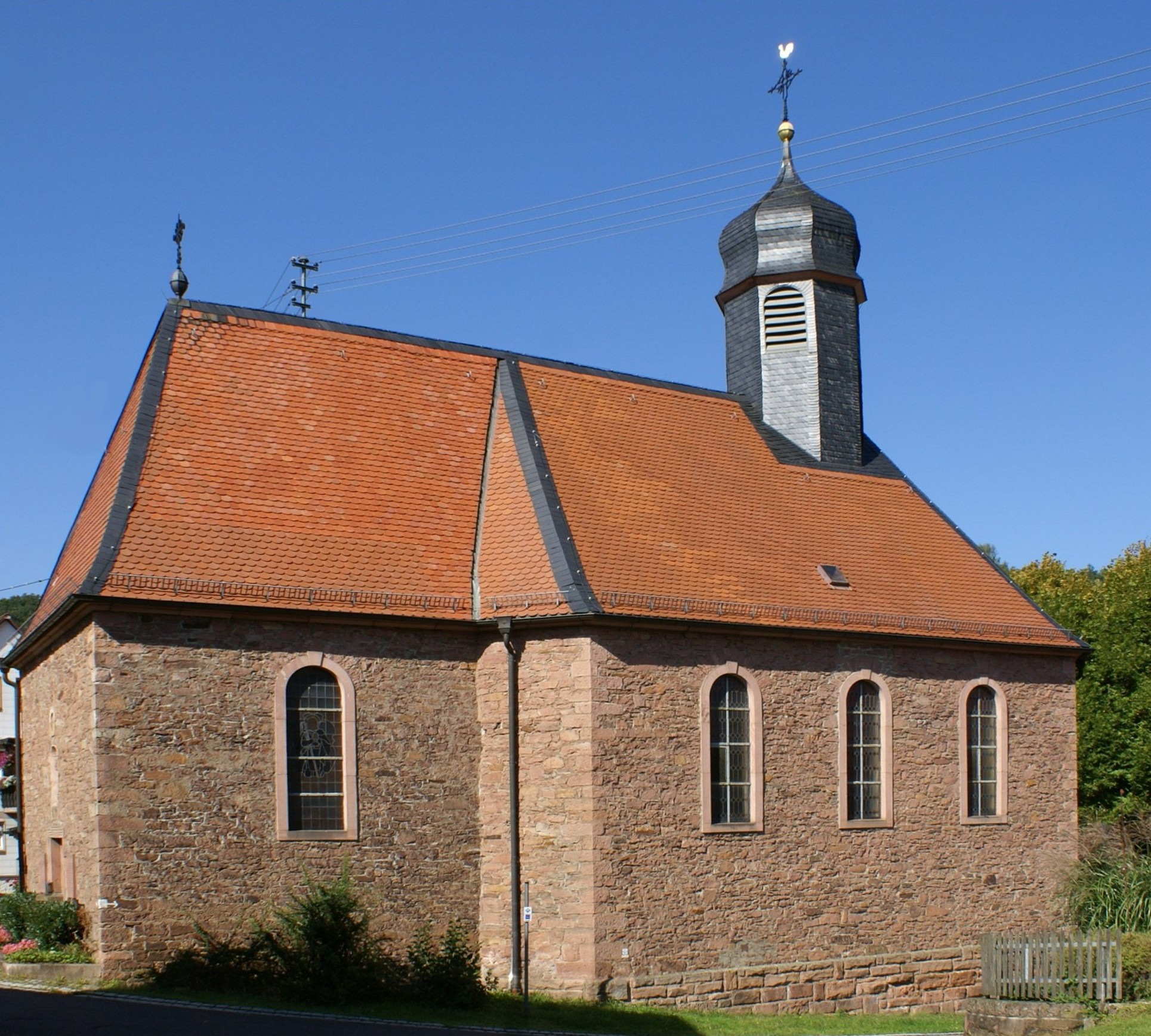
聖テクラ教区教会（ハービヒスタール地区）
- 福音主義の平和教会
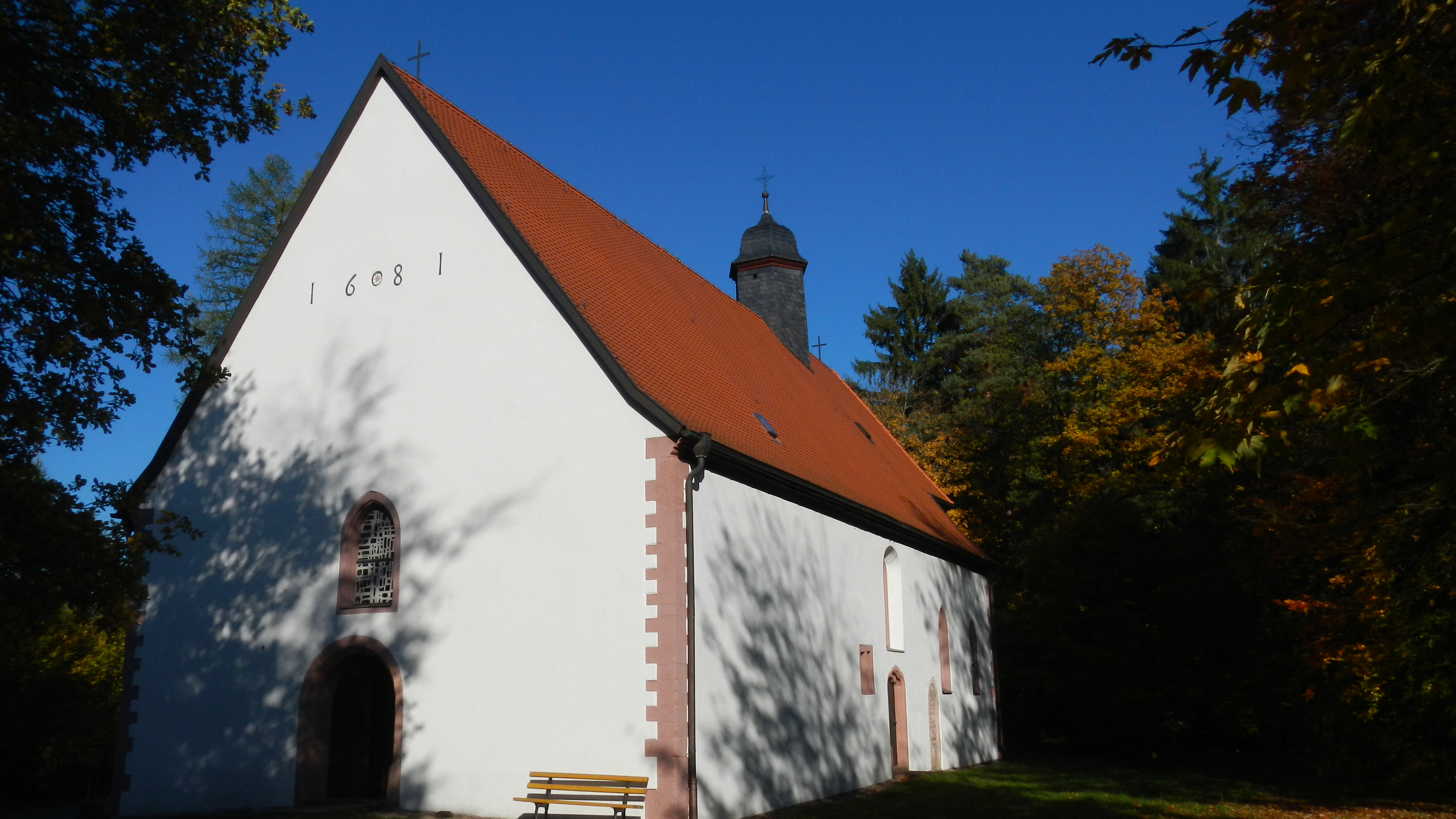
15世紀建造の十字架礼拝堂
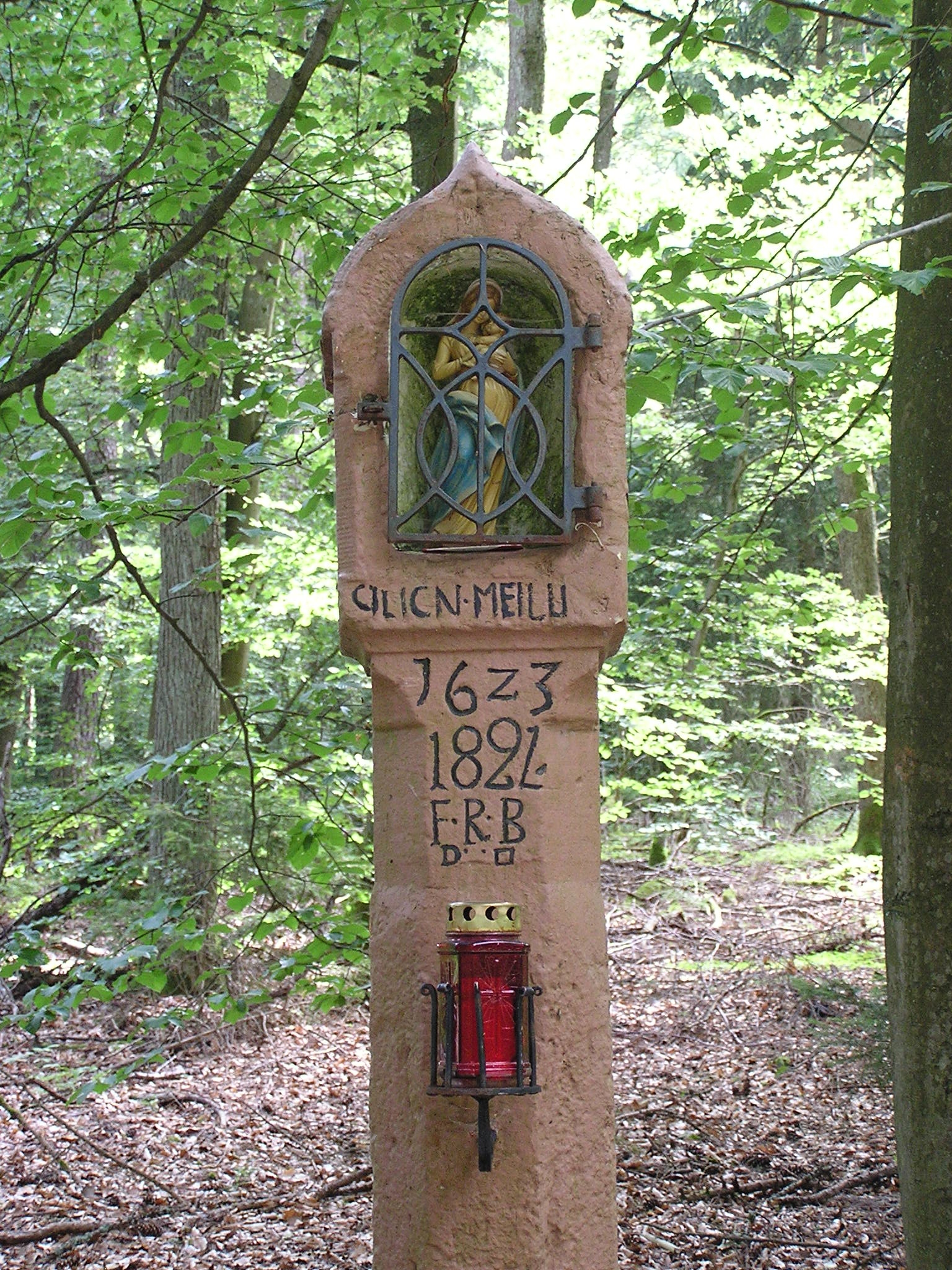
グレーゼルネス・ハイリゲス

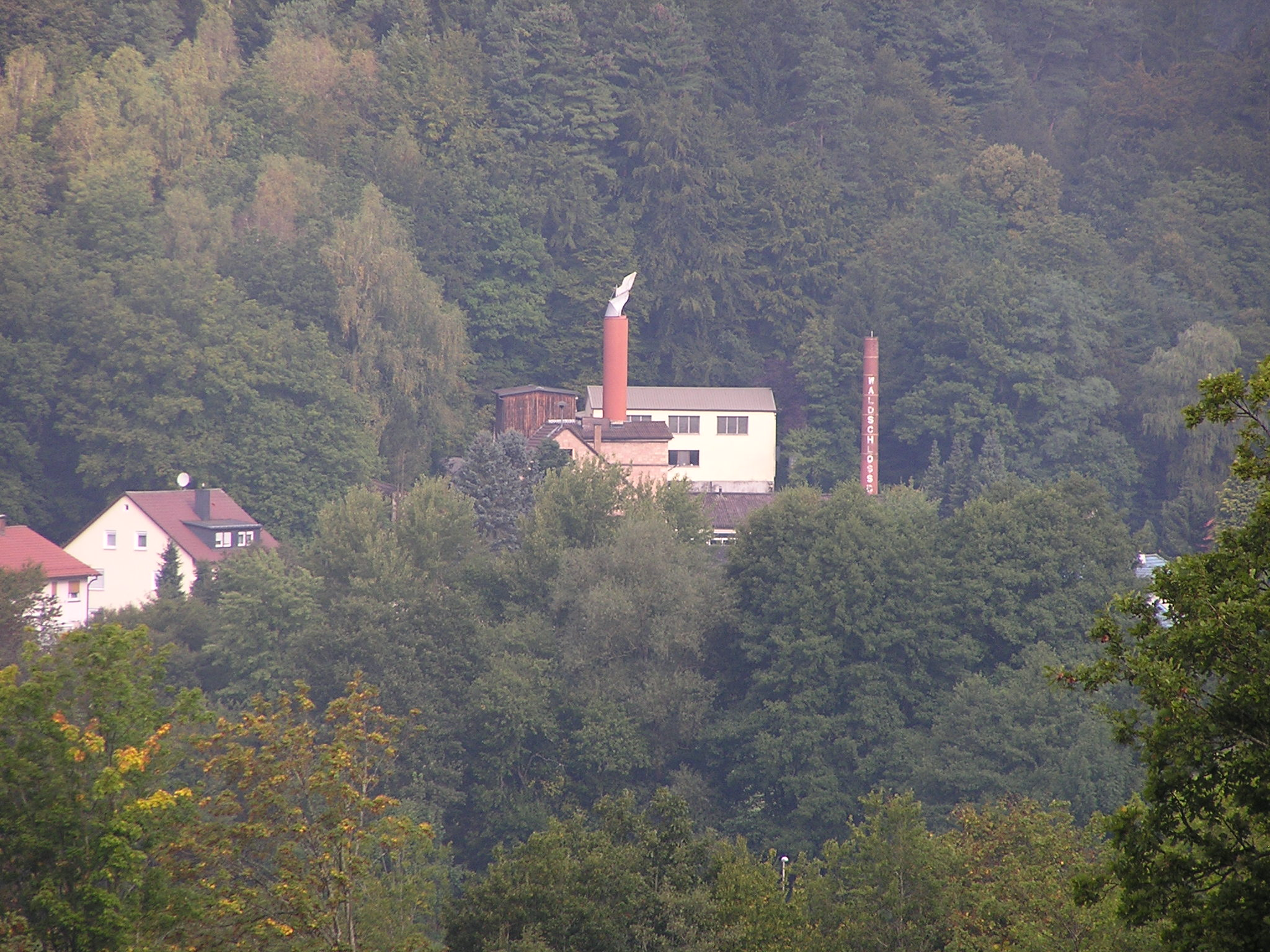
麦芽製造博物館が入居するヴァルトシュロス＝ブラウエライ

- 聖バルトロメウス教区教会
- ハービヒスタールの聖テクラ教区教会
- 聖十字架礼拝堂
- グレーゼルネス・ハイリゲス

### 施設・機関
- 町立図書館
- 運送業者および仕立屋博物館[21]
- ヴァルトシュロス＝ブラウエライの麦芽製造所博物館
- 社会教育指導部の青年センター「マジック・ボックス」

### スポーツ施設とレジャー施設
- 温水の屋外プール「テラッセンフライバート」。3 ha の敷地に、4段階の4つのプールが設けられている。水面の合計面積は約 2,000 ms である。
- スポーツ場「オールバー・シュトラーセ」
  - 4レーンつのケーゲル場。KSC フランメルスバッハはここで活動している。
  - クォーターパイプのあるローラースケート場
  - サッカーグラウンド。TUS フランメルスバッハはここで活動している。
  - テニスコート
- スポーツ場「アム・ザウアーベルク」
  - ウィンタースポーツエリア。スキー場やリュージュのコースがある。スキー小屋は夏季も営業している。
  - スキー小屋に面した3面のファウストボール場
  - サッカー小屋のある森のスポーツグラウンド
- ホイベルクの麓にある3階建ての体育館。屋外施設（サッカーグラウンド、バスケットボールコート）もある。
- ホイベルクの旧飛行場
  - フランメルスバッハ航空スポーツクラブの模型飛行機用飛行場
  - パラグライダーの離陸台
- エアガン用のスタンドがある射撃場
- 数多くのマウンテンバイク・コース。フランメルスバッハは、国際シュペッサルト＝バイク＝マラソンの開催地であり、2005年にはマウンテインバイク＝マラソンのヨーロッパ選手権が開催され、2006年からは CRAFT バイク・トランス・ジャーマニーのコース地にもなっていた。
- ロールタールおよびラウバースバッハタールの水浴場
- ハービヒスタールのアウバッハ湖

### クラブ・協会活動
フランメルスバッハでは45団体のクラブ・協会が活動している。

### 習俗と祭
- ヘーネヴェットクレーエン。5月1日、ヴェラースタール
- 釣りスポーツクラブの父の日祭。キリスト昇天の祝日、ヴェラースタール
- ペンテコステのケーラーフェスト
- バイク＝マラソン。6月末
- ムジークカペレのホーフフェスト。初夏
- フランメルスバッハー・フェストターク。通称「グローセス・フェスト」（大祭）。7月初め
- 十字架礼拝堂での消防祭。7月末
- 「キルプ」（教会開基祭）8月の最終週末

## 関連書籍
- Rainer Leng (2017). Grenzen, Steine, Sechsersprüche. Die dörfliche Rechtspraxis im Spiegel des Frammersbacher Sechserbuches. Würzburg: Königshausen und Neumann. ISBN 978-3-8260-6160-8